# 182 (număr)
182 (o sută optzeci și doi) este numărul natural care urmează după 181 și precede pe 183 într-un șir crescător de numere naturale.

## În matematică
182
- Este un număr par.
- Este un număr compus.[1]
- Este un număr deficient.[2][3]
- Este un număr liber de pătrate.
- Este un număr Mian-Chowla.[4][5]
- Este un număr nontotient.[6][7]
- Este un număr odios.[8][9]
- Este un număr pronic.[10][11]
- Este un număr rotund.[12][13]
- Este un număr sfenic.[14]
- Este un număr Ulam.[15][16]
- Este un număr repdigit[17] în bazele 9 (2229) și 25 (sistem de numerație din Myst, 7725).

## În știință

### În astronomie
- Obiectul NGC 182 din New General Catalogue este o galaxie spirală cu o magnitudine 12,5 în constelația Peștii.
- 182 Elsa este un asteroid mare din centura principală.
- 182P/LONEOS (LONEOS 6) este o cometă periodică din sistemul nostru solar.
- OGLE-TR-182 este o stea din constelația Carena

## În alte domenii
182 se poate referi la:
- Gena umană GPR182 (receptorul 182 de G proteină).
- Bücker Bü 182 un avion monoloc de antrenament avansat din Germania interbelică.
- Blink-182, o formație pop punk americană.
- Safirul Star of Bombay de 182 de carate, găsit în Sri Lanka.